# The Settlers: Heritage of Kings
The Settlers: Heritage of Kings is het vijfde deel van de real-time strategy-computerspelserie The Settlers. Het spel werd ontwikkeld door Blue Byte en in 2004 uitgebracht door Ubisoft.

## Het verhaal
Het Oude Rijk wordt geterroriseerd door de Duistere Ridders die op zoek zijn naar een amulet dat het bewijs is van de macht over het rijk. De jonge Dario krijgt het amulet op het sterfbed van zijn moeder die hem vertelt dat hij de werkelijke troonopvolger van Koning Keron is.
Tijdens zijn queeste om het Oude Rijk te verlossen van de Duistere Ridders en de wrede Mordred van de troon te stoten, krijgt hij hulp van zijn vriend Erec, de mooie Ari, zijn oom Helias, de uitvinder Salim en de wapenspecialist Pelgrim, Leonardo de Uitvinder en tot verbazing ook Generaal Kerberos, de rechterhand van Mordred. Je vijanden zijn de troepen van Generaal Kerberos, Bandieten, het Zwarte Leger, Mary de Mortfichet en haar leger, en sommige wantrouwende dorpen.
Wees je dorp altijd trouw, laat je arbeiders niet te hard werken, bouw genoeg woonhuizen en boerderijen en train een groot genoeg leger. Alleen dan lukt het je Mordred te verslaan!
Deze campagne bestaat uit 15 kaarten: "Thalgrund", "Ridgewood", "Crawford", "Cleycourt" "De overstroming", "Barmecia", "Folklung", "Norfolk", "Kaloix", "De grote epidemie", "Het Oude Kasteel", "De Nevelbergen", "Evelance", "De Grote Woestenij" en "Slag om Evelance".

## Geschiedenis
"The Settlers" is vanaf nu ook in 3D, want het tijdperk van 2D is voorgoed voorbij. Als dit spel ook in 2D zou zijn, zou dit het einde van de serie betekenen. Dus deed Blue Byte een beroep op Ubisoft om te helpen bij de 3D-configuratie, en het resultaat mag er zijn. De pers en de gamers waren verrast. (Het spel werd overigens ook uitgebracht in het Nederlands!)

## Expansiedisks
Ubisoft en Blue Byte besloten om na het uitbrengen van deze game een expansiedisk te maken. Deze bevat een nieuw verhaal; nieuwe gebouwen zoals de kroeg; nieuwe helden zoals de premiejager Drake; nieuwe eenheden zoals de scherpschutter en de dief; en zelfs een kaarteditor.
Na het uitbrengen van deze expansiedisk brachten ze nog een expansiedisk genaamd "Legends" uit met 4 nieuwe campagnes en een verbetering van de kaarteditor.